# الصوفية في بنغلاديش
الصوفية في بنجلاديش تشبه إلى حد ما تلك الموجودة في شبه القارة الهندية بأكملها. ويُقال إن الهند هي واحدة من المراكز الخمسة الكبرى للصوفية، والمراكز الأربعة الأخرى هي بلاد فارس (بما في ذلك آسيا الوسطى)، وبغداد، وسوريا، وشمال أفريقيا. وازدهر الأولياء الصوفيون في هندوستان (الهند) يبشرون بالتعاليم الصوفية التي وصلت بسهولة إلى عامة الناس، وخاصة الباحثين عن الحقيقة الروحية في الهند. تُسمى الصوفية في بنجلاديش أيضًا بالبيريسم، نسبة إلى البير أو المعلمين في التقليد الصوفي (وتسمى أيضًا فقير).
لقد أثر الصوفية بشكل كبير على السكان المحليين، وبالتالي كان هؤلاء الأساتذة الصوفيون العامل الأكثر أهمية في تحولات جنوب آسيا إلى الإسلام، وخاصة فيما يعرف الآن ببنغلاديش. يتأثر معظم المسلمين البنغلاديشيين إلى حد ما بالصوفية. بدأ تحول سكان ما أصبح فيما بعد بنغلادش إلى الإسلام في القرن الثالث عشر واستمر لمئات السنين. كان البير المسلمون الذين تجولوا في القرى والبلدات مسؤولين عن العديد من التحولات.
ينظر غالبية المسلمين البنغلاديشيين إلى الصوفية كمصدر للحكمة والإرشاد الروحي، كما تعتبر خانقاههم ودرغاهم مراكز عصبية للمجتمع الإسلامي. غالبية المسلمين في بنغلاديش هم من السنة، الذين يتبعون بشكل رئيسي المذهب الحنفي.